# ライヴ・アット・レジェンズ
『ライヴ・アット・レジェンズ』（Live at Legends）は、アメリカ合衆国のブルース・ミュージシャン、バディ・ガイが2010年に録音・2012年に発表したライブ・アルバム。

## 背景
大部分の曲は、ガイ自身が経営するブルース・バー「バディ・ガイズ・レジェンズ」におけるライブ録音だが、スタジオ録音による曲も3曲追加されている。「カントリー・ボーイ」はマディ・ウォーターズが1964年に初録音した曲のカヴァーで、ガイはウォーターズによるオリジナル・ヴァージョンでもギターを弾いている。

## 反響・評価
アメリカでは総合アルバム・チャートのBillboard 200入りは果たせなかったが、『ビルボード』のブルース・アルバム・チャートでは3位を記録した。
Thom Jurekはオールミュージックにおいて5点満点中3点を付け「サウンドは素晴らしく、生々しいエッジを保っており、ガイは至る所でちぎれるようなギターを弾いている」と評している。また、山崎智之は「バディのステージのエンタテインメント性を追求した内容」と評している。

## 収録曲

### ライヴ・レコーディングス
1. イントロ（ミッドナイト・トレイン） - "Intro" (Roger Reale, Jon Tiven) - 0:38
2. ベスト・ダム・フール - "Best Damn Fool" (Buddy Guy, Tom Hambridge) - 6:14
3. マニッシュ・ボーイ - "Mannish Boy" (Mel London, Ellas McDaniel, McKinley Morganfield) - 4:06
4. アイ・ジャスト・ウォント・トゥ・メイク・ラヴ・トゥ・ユー/チキン・ヘッズ - "I Just Want to Make Love to You / Chicken Heads" (Willie Dixon / Calvin Carter, Bobby Rush) - 9:22
5. スキン・ディープ - "Skin Deep" (B. Guy, T. Hambridge, Gary Nicholson) - 5:16
6. アイ・ガット・ザ・ブルース - "Damn Right I Got the Blues" (B. Guy) - 6:25
7. ブーム・ブーム/ストレンジ・ブルー - "Boom Boom / Strange Brew" (John Lee Hooker / Eric Clapton, Felix Pappalardi, Gail Collins) - 3:00
8. ヴードゥー・チャイルド/サンシャイン・オブ・ユア・ラヴ/キープ・オン・トラッキン - "Voodoo Child (Slight Return) / Sunshine of Your Love / Keep on Truckin'" (Jimi Hendrix / E. Clapton, Jack Bruce, Pete Brown / Frank Wilson, Anita Poree, Leonard Caston) - 3:35

### ボーナス・スタジオ・レコーディングス
1. ポルカ・ドット・ラヴ - "Polka Dot Love" (B. Guy, T. Hambridge) - 5:35
2. カミング・フォー・ユー - "Coming for You" (T. Hambridge, Delbert McClinton, G. Nicholson) - 4:23
3. カントリー・ボーイ - "Country Boy" (M. Morganfield) - 6:04

## 参加ミュージシャン
ライヴ・レコーディングス
- バディ・ガイ - ボーカル、ギター
- トム・ハンブリッジ（英語版） - タンブリン、バックグラウンド・ボーカル
- リック・ホール - ギター
- マーティ・サモン - キーボード、バックグラウンド・ボーカル
- オーランド・ライト - ベース
- ティム・オースティン - ドラムス

ボーナス・スタジオ・レコーディングス
- バディ・ガイ - ボーカル、ギター
- トム・ハンブリッジ - ドラムス、パーカッション
- デヴィッド・グリソム - ギター
- リース・ワイナンス - キーボード、ハモンドオルガン
- マーティ・サモン - エレクトリックピアノ(#10)、ピアノ(#11)
- マイケル・ローズ - ベース(#9, #11)
- トミー・マクドナルド - ベース(#10)
- ジャック・ヘイル - トロンボーン(#10)
- ウェイン・ジャクソン - トランペット(#10)
- トム・マッギンリー - テナー・サクソフォーン(#10)